# Hebermühle
Hebermühle ist ein Ortsteil der Gemeinde Teunz im Oberpfälzer Landkreis Schwandorf (Bayern).

## Geographische Lage
Hebermühle liegt ungefähr zwei Kilometer nordöstlich von Teunz im Tal
der Murach.

## Geschichte
Zum Stichtag 23. März 1913 (Osterfest) war Hebermühle Teil der Pfarrei Teunz und hatte 5 Häuser und 55 Einwohner.
Fuchsberg bildete 1969 zusammen mit Hebermühle und Tannenschleife
die Gemeinde Fuchsberg mit insgesamt 265 Einwohnern und 325 ha Fläche.
Am 31. Dezember 1990 hatte Hebermühle 14 Einwohner und gehörte zur Pfarrei Teunz.